# Ficus rubrivestimenta
Ficus rubrivestimenta är en mullbärsväxtart som beskrevs av Weiblen och Whitfeld. Ficus rubrivestimenta ingår i släktet fikonsläktet, och familjen mullbärsväxter. Inga underarter finns listade i Catalogue of Life.